# Федеріко Чавес
Федеріко Чавес (ісп. Federico Chaves Careaga, 15 лютого 1882 — 24 квітня 1978) — президент Парагваю.

## Життєпис
Чавес народився 15 лютого 1882 в Параґуарі. Його батьками були португалець Федеріко Чавес і парагвайка Фелісія Кареага.
Чавес отримав диплом юриста в 1905 і незабаром став лідером правого крила партії Колорадо (Національної республіканської партії). Коли його партія увійшла до коаліційного уряду в 1946, Чавес був призначений головою Верховного суду. Служив міністром закордонних справ Парагваю з 1947, поки не став президентом в 1949.
Спочатку був обраний терміном на три роки і пізніше був переобраний в 1953.
Коли Чавес намагався зміцнити свій режим, озброївши національну поліцію на шкоду армії в 1954, відбувся державний переворот на чолі з генералом Альфредо Стресснером, і Чавес був повалений.
Чавес помер в 1978 в Асунсьйоні, природною смертю.
Похований з усіма державними почестями.